# Ubirajara (São Paulo)
Ubirajara es un municipio brasileño del estado de São Paulo. Se localiza a una latitud 22º31'36" sur y a una longitud 49º39'47" oeste, estando a una altitud de 499 metros. Su población estimada en 2004 era de 4.138 habitantes.Posee un área de 284,86 km²